# Faustinópolis
Faustinópolis (en griego antiguo: Φαυστινόπολις), también llamada Colonia Faustinopolis y Halala, fue una antigua ciudad del sur de Capadocia, situada aproximadamente veinte kilómetros al sur de Tiana. Recibió su nombre en honor a la emperatriz Faustina, la mujer de Marco Aurelio, que murió en un pueblo que su marido transformó en colonia y ciudad con su nombre. Hierocles indica que estaba en la provincia de Cappadocia Secunda, y aparece mencionada en los itinerarios de Antonino y Jerusalén. Estaba cerca de los desfiladeros de las Puertas Cilicias, y probablemente corresponda a la moderna Toraman, en la provincia turca de Niğde. Fue abandonada tras la expansión musulmana debido a las incursiones mahometanas por la región y la población se trasladó a la cercana fortaleza de Loulon.
Es sede titular de la Iglesia católica.